# Мушфики
Мушфики (Мулло Мушфики) Абдурахман (тадж. Мавлоно Абдурраҳмони Мушфиқӣ; 1525—1588 годы, Бухара) — таджикский поэт-сатирик Бухарского ханства. Служил при дворе шейбанидских правителей.

## Биография
Родился в 1525 году в Бухаре. Происходил из бедной семьи. Учился в конфессиональной школе (медресе). До 1564 года жил в Бухаре. Служил в Самарканде при дворе шейбанидского правителя Султана Саиди (1568—1572), с 1578 — в Бухаре при дворе шейбанидского правителя Абдулла-хана II.

## Творчество
Наиболее известны в Средней Азии его сатирические стихи, высмеивающие феодальные порядки. Он — зачинатель в таджикской поэзии формы «мусалласи мураккаб» — трёхстишия, в которых рифмуются первые две строки. Лирика Мушфики — сборники газелей и касыд, поэмы «Цветник Ирема», «Поэма о вине», «Отражающий мир» — образец поэтического мастерства, простоты и остроумия. Мушфики вошёл в таджикский фольклор и как остроумный герой народных анекдотов.
Наследство отца

| Сестра, отец наш опочил, — делить имущество пора; Муллу служить я пригласил, а ты плати ему, сестра. По справедливости дележ: амбар с зерном нужнее мне, Зато солому ты возьмешь, свози её скорей, сестра. Мужчина должен мягко спать, тюфяк ты отнесешь ко мне, А ты в ночи должна вздыхать, — стеная, слезы лей, сестра. | Тамбур и кольца долг велит мне, при раздаче, взять себе, — Послушай, как тамбур звенит, — печаль свою развей, сестра. От пола и до потолка пространство мне принадлежит, — Себе возьмешь ты облака, луна тебе нужней, сестра. Мы чтить усопшего должны, я на могилке посижу: Купи халвы, пеки блины, корми моих гостей, сестра. |

- перевод Т. Стрешневой

## Память
Одна из улиц г. Душанбе, в районе Ибн Сины носит его имя.

## Примечание
1. 1 2  Мушфики Абдурахман // Большая советская энциклопедия : [в 30 т.] / гл. ред.  А. М. Прохоров. — 3-е изд. — М. : Советская энциклопедия, 1969—1978.
2. ↑  Абдуррахман Мушфики. Дата обращения: 7 марта 2013. Архивировано 30 июня 2012 года.
3. ↑  Карта Душанбе. Дата обращения: 19 сентября 2013. Архивировано 21 сентября 2013 года.
4. ↑  Wikimapia. Дата обращения: 13 ноября 2013. Архивировано 13 ноября 2013 года.